# 台湾千金藤
台湾千金藤（学名：Stephania sasakii）为防已科千金藤属的植物，为台灣的特有植物。分布于台灣本島，目前尚未由人工引种栽培。
1914年，台北帝国大学教授早田文藏以Stephania cepharantha Hayata的学名报告了台湾千金藤。1934年，东京帝国大学教授近藤平三郎从千金藤中提取了活性成分千金藤素。